# Покладення до гробу (Мікеланджело)
«Покладення до гробу» (італ. Deposizione di Cristo nel sepolcro) — це незавершена картина поховання Христа, написана олією на дереві, яку приписують майстру італійського Відродження Мікеланджело Буонарроті та датують приблизно 1500 або 1501 роком. Вона знаходиться в Національній галереї в Лондоні, яка придбала цю роботу в 1868 році у Роберта Макферсона, шотландського фотографа, що проживав у Римі, який, згідно з різними суперечливими свідченнями, придбав картину там близько 20 років тому. Це одна з небагатьох картин, які приписують Мікеланджело, поряд із «Манчестерською Мадонною», «Мадонною Доні» та, можливо, «Муками Святого Антонія».

## Історія
Хронологія цієї роботи була джерелом певних суперечок, хоча вона, як правило, вважається ранньою роботою. Деякі дослідники вважають, що вона могла бути виконана одним з учнів Мікеланджело за малюнком майстра або є прямою імітацією його роботи.
Згідно з документами, виявленими в 1981 році, 1500 року Мікеланджело отримав замовлення на дерев'яної панелі для похоронної каплиці в базиліці святого Августина в Римі, але врешті-решт повернув отриману суму. Цілком ймовірно, що цією роботою було «Покладення до гробу», яке залишилося незавершеним після повернення Мікеланджело до Флоренції в 1501 році. Картина була б доречною для каплиці, присвяченої оплакуванню Христа, і за своїм розташуванням вона була б освітлена зліва, як і зображена сцена на картині. Опис картини в каталозі Національної галереї свідчить про те, що Мікеланджело залишив цю роботу, щоб взятися за велику мармурову брилу, яка стала його скульптурою «Давид», яку він взявся вирізьбити в 1501 році.
До 1650-х років твір був у колекції Фарнезе, пізніше — у колекції кардинала Жозефа Феша, а у 1846 році його придбав Роберт Тернбулл Макферсон. Картина була повністю замальована, і Макферсон зняв верхній шар. Твір приписували Мікеланджело німецькі художники Пітер фон Корнеліус і Фрідріх Овербек у 1864 році. Спочатку атрибуція була відхилена, і автором називали так званого «Майстра „Манчестерської Мадонни“», яким пізніше визнали Мікеланджело. 1868 року роботу придбала Національна галерея.
Джон Аддінґтон Сімондз, британський історик культури, вважав, що «Покладення до гробу» створене другорядним митцем за дизайном Мікеланджело, і відносив її до його літнього, «римського», періоду; а за кольорами вона йому взагалі нагадувала твори Якопо Понтормо. 1893 року Сімондз писав про картину так:
|  | (…) боляче вірити, що в будь-який період свого життя Мікеланджело міг створити композицію, настільки суперечливу, настільки незадовільну в деяких анатомічних деталях, таку безчуттєву та потворну. Вона безсумнівно позначена його впливом; це видно в образі мертвого Христа. Але ця колосальна оголена [фігура], з масивними грудьми і витонченими ногами, нагадує нам його манеру в літньому віці; тоді як решта зображення не показує жодних слідів цього Оригінальний текст (англ.) (…) it is painful to believe that at any period of his life Michelangelo could have produced a composition so discordant, so unsatisfactory in some anatomical details, so feelingless and ugly. It bears indubitable traces of his influence; that is apparent in the figure of the dead Christ. But this colossal nude, with the massive chest and attenuated legs, reminds us of his manner in old age; whereas the rest of the picture shows no trace of that manner |

## Опис
У центрі дошки зображено оголене тіло мертвого Христа, якого несуть сходами до гробу, який мав бути на порожньому місці в скелях у верхній правій частині роботи.
Типово андрогінне зображення інших фігур Мікеланджело ускладнює їхню надійну ідентифікацію. Бородатий літній чоловік позаду Ісуса, можливо, Йосип Ариматейський, який віддав свою гробницю для використання як гробниці Христа, або, можливо, Никодим, який допомагав у підготовці тіла Христа до поховання. Довговолоса фігура ліворуч у довгій помаранчево-червоній сукні, ймовірно, є святим Іваном Євангелістом. Жінка, що стоїть на колінах біля його ніг, можливо, є однією з трьох Марій, можливо, це Марія Магдалина: ескіз жінки, що стоїть на колінах у Луврі, зображує її оголеною з терновим вінцем і трьома цвяхами. У Луврі також зберігається малюнок оголеного чоловіка, що стоїть, який може бути етюдом святого Івана.
Невідомо, хто саме зображений у двох фігур праворуч. Припущення щодо фігури, яка стоїть праворуч від тіла Ісуса, підтримуючи його разом зі святим Іваном, варіюються від Никодима до іншої Марії, можливо, Марії Клеопової, тоді як фігура праворуч може бути Марією-Саломією. Велика незавершена площа внизу праворуч була призначена для фігури Діви Марії на колінах.
Враження «витання» деяких фігур можна частково пояснити тим, що картина призначена для перегляду знизу вверх, і тим, що вона незакінчена. Однак очевидна невідповідність позиції носія праворуч залишається проблематичною.
Для багатьох незакінчених частин картини, таких як плащ відсутньої Богородиці, знадобилося б багато дорогого блакитного пігменту ультрамарину, виготовленого з порошку лазуриту. Якщо цей матеріал був відсутній, можливо це пояснило б затримку із завершенням картини. Однак, навіть якби це було так, це не пояснює чому художник не зміг завершити багато інших частин картини, які не вимагали синього кольору.
Ця композиція є новаторською, оскільки тіло Ісуса зазвичай тримають горизонтально на картинах, що зображають покладення Христа у гроб, хоча більш ранні приклади показують, що Ісуса тримають вертикально, і серед тих, які, можливо, вплинули на Мікеланджело, є пределла 1438—1440 років до вівтаря Сан-Марко роботи Фра Анджеліко та Доменіко Гірландайо. Вертикальне положення Ісуса може натякати на його неминуче тілесне воскресіння та піднесення хліба для причастя під час Євхаристії. Незакінчений характер роботи розкриває техніку живопису Мікеланджело, який завершував ділянки по черзі у манері фрески чи темперної роботи, а не накреслюючи весь твір і додаючи деталі, як це зробили б, наприклад, Рафаель чи Леонардо. На ньому також видно ділянки фарби, які Мікеланджело зняв, наприклад скелі.

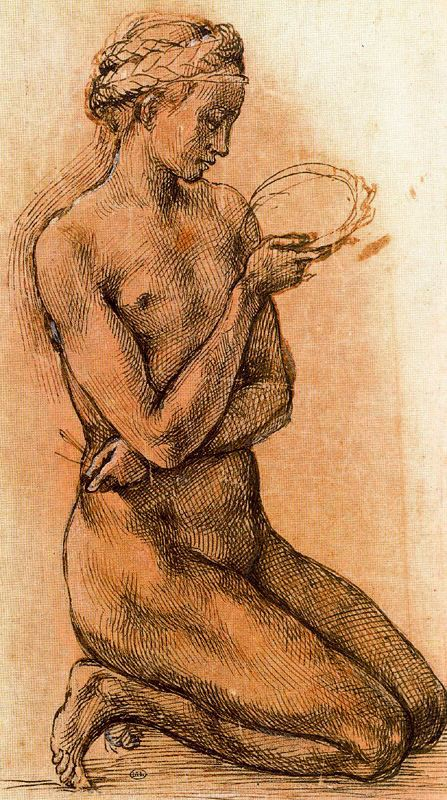
Мікеланджело. Ескіз «Дівчина, що стоїть на колінах» (Лувр)
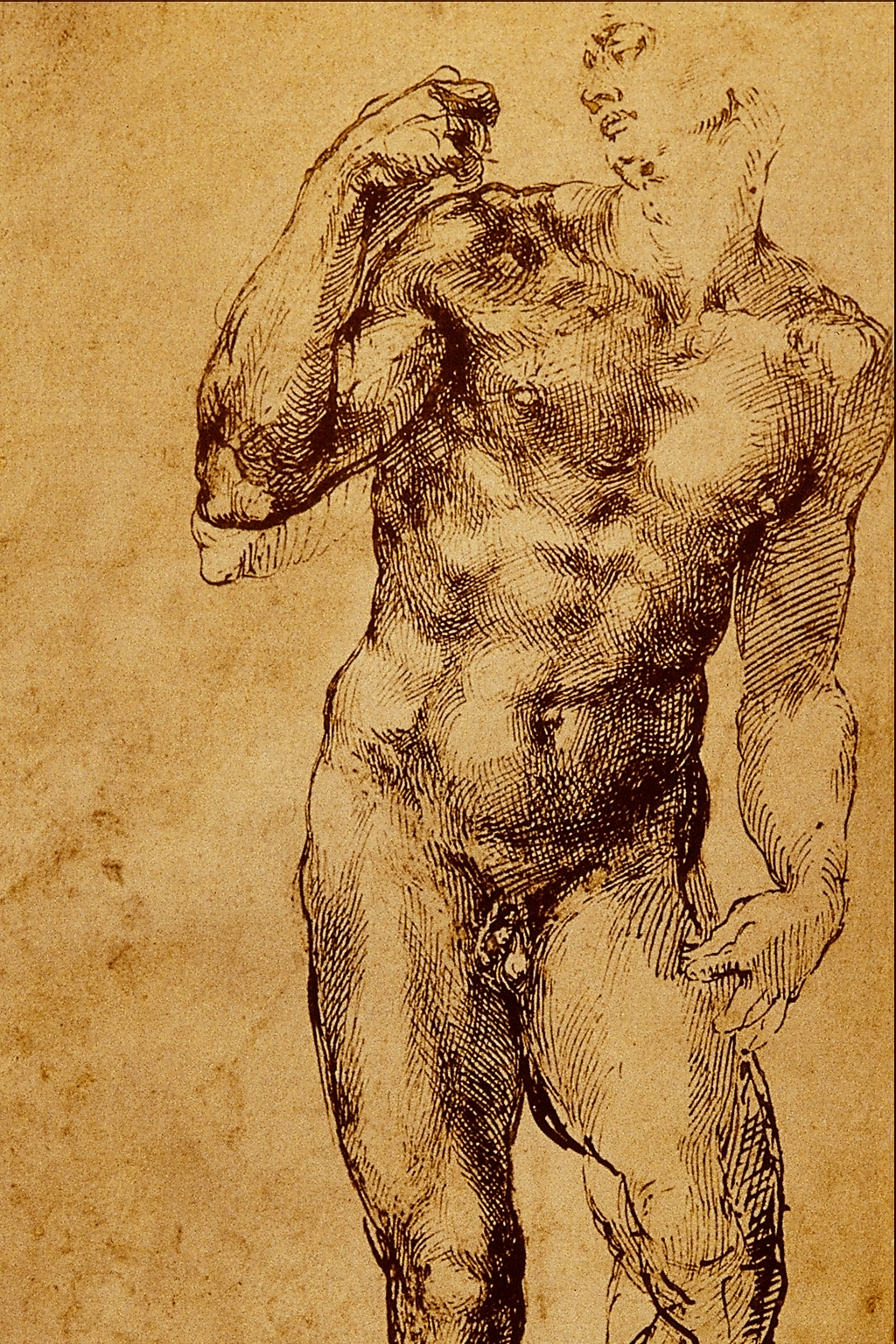
Мікеланджело. Ескіз «Чоловік, що стоїть» (Лувр)
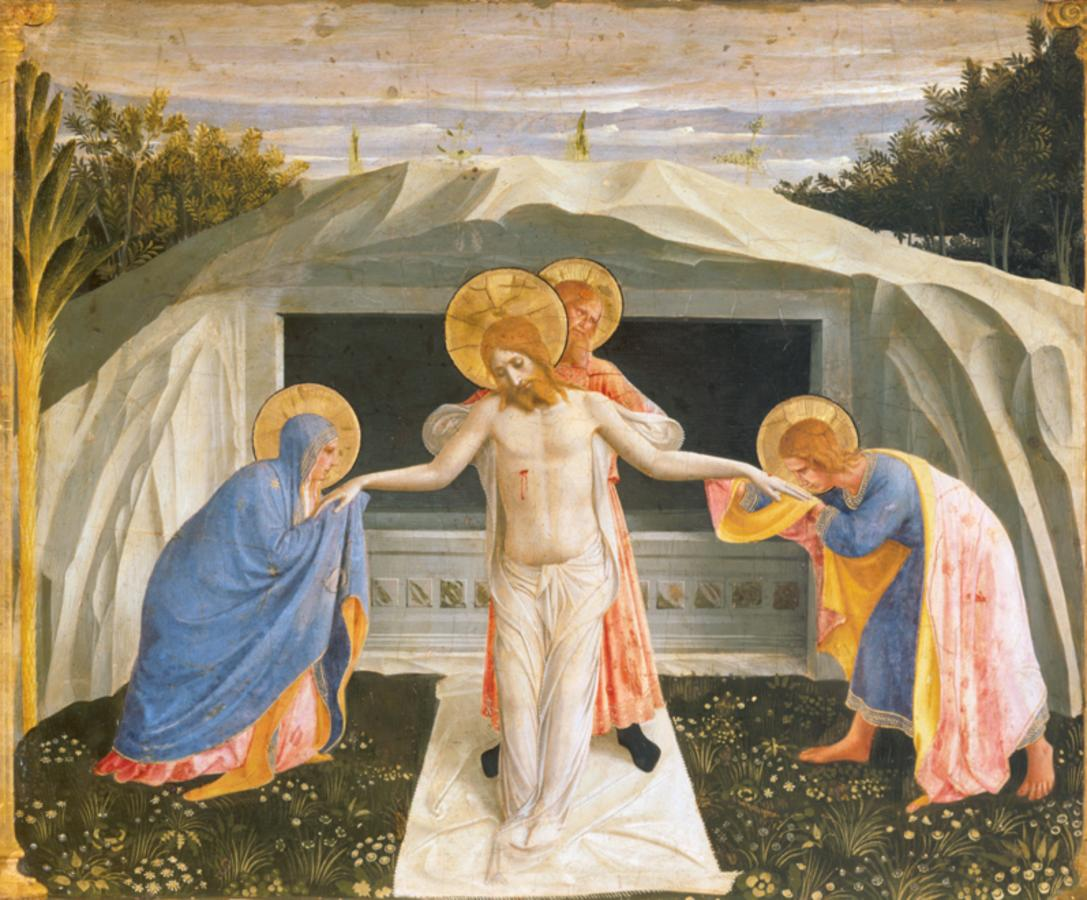
Фра Анджеліко. «Покладення» (пределла, 1438—1440, Стара Пінакотека)
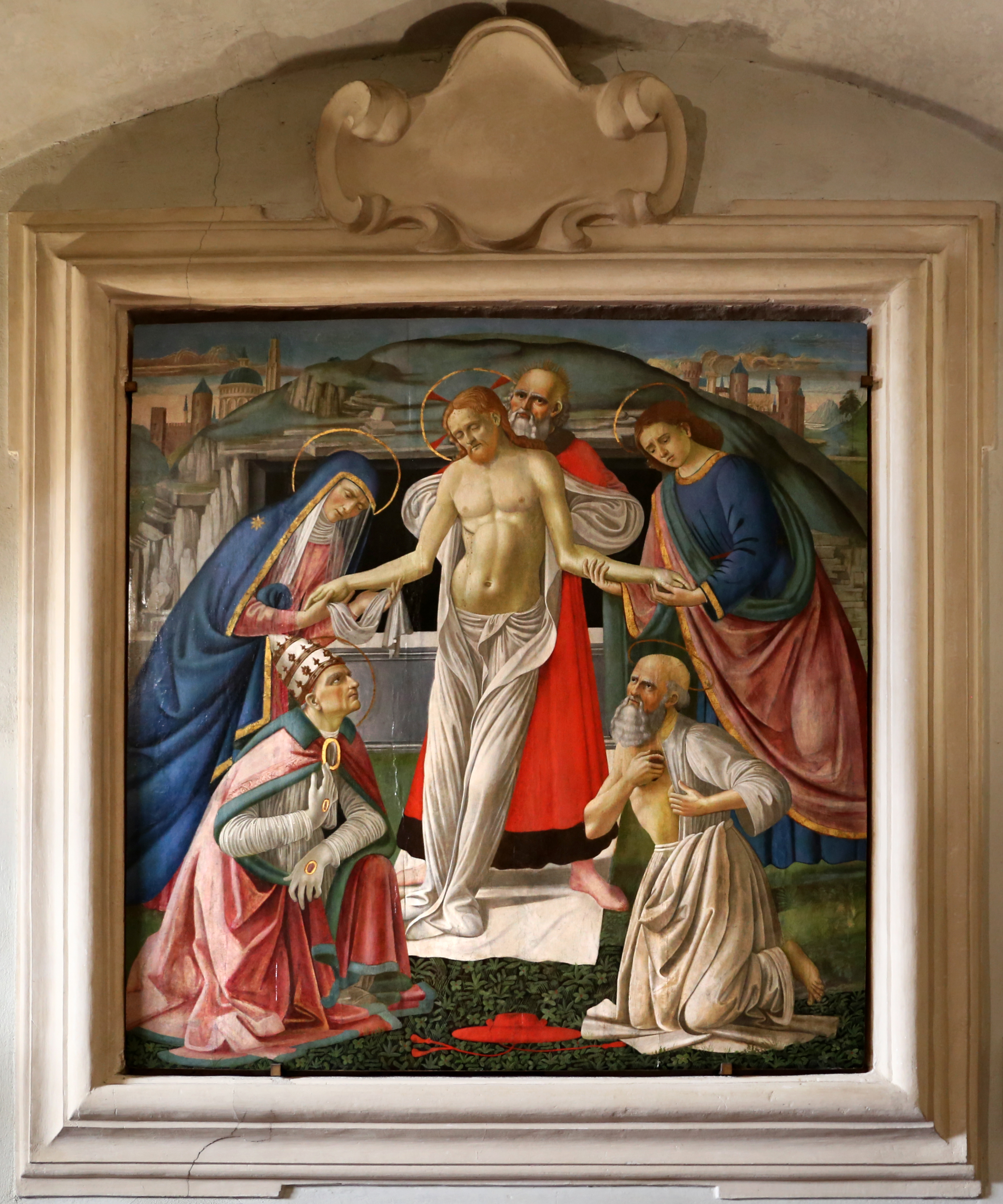
Майстерня Доменіко Гірландайо. «Мертвий Христос перед гробницею» (бл. 1485, Бадія-а-Сеттімо)

## Виноски
1. ↑  http://cima.ng-london.org.uk/collection/search.php?what=details&val=2549&crop=false&sqllimit=%20AND%20FileGroup_id%20in%20(14)%20&whichdb=externalIIP&whichtable=Image&sortby=ObjectAlphaSort
2. ↑  Art UK — Art UK.
3. ↑  https://www.nationalgallery.org.uk/paintings/michelangelo-the-entombment-or-christ-being-carried-to-his-tomb
4. 1 2 3  http://www.nationalgallery.org.uk/paintings/michelangelo-the-entombment
5. ↑  Hirst та Dunkerton, 1994, с. 131, endnote 11.
6. ↑  Hirst та Dunkerton, 1994, с. 60.
7. ↑  Sepoltura di Cristo: La tela incompiuta di Michelangelo. buonarroti.eu (італ.). Архів оригіналу за 19 травня 2020. Процитовано 3 вересня 2022.
8. ↑  Hirst, Michael (October 1981). Michelangelo in Rome: an altar-piece and the 'Bacchus'. 581ff.
9. 1 2 3 4 5 6 7  The Entombment (or Christ being carried to his Tomb): Description. The National Gallery. Процитовано 13 березня 2021.
10. ↑  Symonds, vol.1, 1925, с. 67.
11. 1 2 3 4  Symonds, vol.1, 1925, с. 68.
12. ↑  Hirst та Dunkerton, 1994, с. 67.
13. ↑  Graham-Dixon, Andrew (25 жовтня 1994). Anatomy of a Genius. Архів оригіналу за 12 вересня 2011. Процитовано 3 вересня 2022.
14. ↑  Hirst та Dunkerton, 1994, с. 69.
15. ↑  Hirst та Dunkerton, 1994, с. 70, 123.
16. ↑  McCouat, Philip. Michelangelo's disputed Entombment. Journal of Art in Society. Процитовано 2 квітня 2021.